# Адливанкин, Соломон Юрьевич
Соломо́н Ю́рьевич (правильно: У́равич) Адлива́нкин (29 декабря 1921, Минск, Белорусская ССР — 14 апреля 1985, Пермь, РСФСР, СССР) — советский лингвист, декан филологического факультета Пермского университета (1967—1971), автор уникальных для 1970-х годов:50 учебников по фонетике праславянского языка, один из основателей пермской школы дериватологии (наряду с Л. Н. Мурзиным):24, один из создателей Акчимского диалектного словаря.

## Биография

Красноармеец Соломон Адливанкин

Родился 29 декабря 1921 года в Минске (в документах годом рождения указывался 1922). Дядя (муж родной тёти Фаины Соломоновны) — искусствовед Г. Е. Лебедев.
В 1940 году поступил в Московский институт философии, литературы и истории, с первого курса института ушёл на фронт. Был дважды ранен, после битвы под Москвой награждён медалью «За отвагу» (редкой и почётной в те времена наградой). В 1943 году оказался в госпитале в Саратове и был признан негодным к военной службе. После демобилизации по ранению продолжил обучение в Ленинградском университете, эвакуированном в Саратов.
В 1946 году окончил филологический факультет Саратовского университета. Руководителем его дипломной работы «Гоголь и русская повесть в „Отечественных записках“ 1840-х годов» был известный литературовед Г. А. Гуковский. Работал в Балашовском педагогическом институте. кандидат филологических наук (1954, диссертация «Говоры бассейна реки Карай в Балашовской области (к вопросу о судьбе местных говоров русского языка в условиях социализма)»). С сентября 1956 года — старший преподаватель кафедры русского языка и литературы Майкопского педагогического института.
В 1960 году Соломон Юрьевич переехал в Пермь, где до конца жизни работал в Пермском университете. C 1967 по 1971 годы — декан филологического факультета ПермГУ. По мнению профессора Е. Н. Поляковой, С. Ю. Адливанкин был «прекрасным и лучшим деканом филологического факультета»:44. В период его руководства факультетом были защищены две докторских диссертации (1969 — А. А. Бельского, 1970 — М. Н. Кожиной).
В 1971 году выпустил первую работу в серии книг о праславянском языке, принёсших ему известность, — «Краткий очерк истории праславянской фонетики». Книга получила высокую оценку московского слависта С. Б. Бернштейна и использовалась в педагогической практике различных вузов, в том числе филологического факультета МГУ:29—30.
С. Ю. Адливанкин вместе с Л. Н. Мурзиным возглавил на всесоюзном уровне оригинальную разработку основ нового лингвистического направления — дериватологии:24.
Был одним из активных создателей Акчимского словаря, «аргументированно поддержав идею недифференциального словаря говора одной деревни, считая, что исторические процессы наиболее отчётливо обнаружатся в словаре, отражающем цельную лексическую систему говора»:24—25. Диалектологами Пермского университета создание словаря такого типа планировалось ещё в 1950-е годы.
С. Ю. Адливанкин впервые в Пермском университете начал читать курс «Введение в славянскую филологию» (1974):42. В последние годы жизни приступил к разработке новой темы — «История эпистолярного стиля». Н. П. Потаповой Адливанкин как преподаватель запомнился «блестящей, свободной русской речью, превосходным кодифицированным произношением, „вольной“, размышляющей манерой чтения лекций, логикой изложения, доказательностью аргументаций»:48—49.
Несколько лет возглавлял художественный совет университета, был членом жюри межфакультетского смотра художественной самодеятельности, обладал, по выражению его заместителя по художественному совету Б. М. Проскурнина, «удивительной способностью настоящего
творческого человека — аккумулировать, „рекреировать“ творческую энергию, не давать ей иссякнуть»:56. Личность С. Ю. Адливанкина, по его мнению, — это «знамение особой эпохи в жизни факультета»:57.
Скончался 14 апреля 1985 года в Перми.

## Семья
Первая жена (до 1956) — Галина Николаевна Братчикова, филолог, вторая жена — Вера Лукьяновна Шахова (род. 1936), тележурналист, заслуженный работник культуры РСФСР. Сыновья: Аркадий, физик (род. 1945) и Максим, врач (род. 1969).

## Награды
- Медаль «За отвагу»;
- Медаль «За победу над Германией в Великой Отечественной войне 1941—1945 гг.».

## Труды
- Говоры бассейна реки Карай в Балашовской области (К вопросу о судьбе местных говоров русского языка в условиях социализма): автореферат диссертации … кандидата филологических наук. — Саратов : [б. и.], 1954. — 18 с.
- Вокализм группы южнорусских говоров на севере Романского района Саратовской области // Учёные записки Адыгейского педагогического института. — Майкоп, 1957. — Т. 1. — С. 201—232.
- К вопросу об истории зияния в русском языке. — Пермь, 1962. — Т. 22, вып. 1: Языкознание. — С. 5—19.
- Об одной словообразовательной модели в современном русском языке // Там же. — С. 87—93.
- Фонетика в высшей школе // Там же. — С. 165—174.
- Адливанкин С. Ю., Потапова Н. П., Фёдорова К. А. Контрольные работы по исторической грамматике русского языка / Пермский университет. — Пермь, 1963.
- Некоторые вопросы словообразования существительных со значением лица // Труды 4-й зональной конференции кафедр русского языка вузов Урала. — Пермь, 1964. — Вып. 1: Вопросы фонетики, словообразования, лексики русского языка и методики его преподавания. — С. 55—67.
- О некоторых закономерностях эволюции праславянского вокализма // Учёные записки Пермского университета. — Пермь, 1965. — Т. 137, вып. 1: Вопросы русского и славянского языкознания. — С. 3—20.
- К вопросу о явлении заимствования в области словообразования // Там же. — С. 99—106.
- К вопросу об источниках исторического развития фонетического строя языка // Материалы Всесоюзной конференции по общему языкознанию «Основные проблемы эволюции языка». Ч. 2. — Самарканд: Фан, 1966. — С. 271—274.
- Об одной группе существительных с количественно-качественной характеристикой обозначаемого // Учёные записки Пермского университета. — Пермь, 1966. — Т. 162. — С. 24—51.
- Системность словарного состава и словообразование // Актуальные проблемы лексикологии : тезисы докладов лингвистической конференции. — Новосибирск, 1967. — С. 51.
- Адливанкин С. Ю. [и др.] Пробные словарные статьи // Учёные записки Пермского университета. — Пермь, 1969. — Т. 236, вып. 1: Живое слово в русской речи Прикамья. — С. 17—62.
- Краткий очерк истории праславянской фонетики: учебное пособие для студентов заочного отделения. — Пермь: [б. и.], 1971. — 140 с. [2-е изд. — 1973].
- Адливанкин С. Ю., Русейкина В. С. Контроль за учебной работой студентов как средство её интенсификации // Учёные записки Пермского университета. — Пермь, 1973. — Т. 285, вып. 1: Вопросы педагогики высшей школы. — С. 70—78.
- Из истории прилагательных подобия в русском языке // Проблемы структуры слова и предложения : сборник. — Пермь: [б. и.], 1974. — С. 88—93.
- О синтаксическом и морфологическом уровнях словообразования // Материалы семинара по теоретическим проблемам синтаксиса (2—5 марта 1975 г.). Ч. 2  / Отв. ред. И. А. Печёркин, Ю. А. Левицкий. — Пермь, 1975. — С. 229—235.
- К вопросу об истоках диалектных различий в рефлексации гласного ě в русском языке // Совещание по общим вопросам диалектологии и истории языка : тезисы докладов и сообщений (Баку, 21—24 октября 1975 г.). — М.: [б. и.], 1975. — С. 29—40.
- К вопросу о системности словообразования (на материале производства сложных существительных с опорными компонентами -ход, -лет, -воз,-вод) // Словообразовательные и семантико-синтаксические процессы в языке : межвузовский сборник научных трудов. — Пермь: Пермский университет, 1977. — С. 37—55.
- Адливанкин С. Ю., Фролова И. А. История праславянской фонетики: учебное пособие по спецкурсу. — Пермь: Пермский университет, 1978—1979.
  - Ранний период. — 1978. — 82 с.
  - Поздний период. — 1979. — 100 с.
- Словообразовательная семантика и виды словопроизводства // Семантика и производство лингвистических единиц: проблемы деривации  / Ред. Е. А. Огиенко. — Пермь: Пермский университет, 1979. — С. 68—78.
- Адливанкин С. Ю., Потапова Н. П. К вопросу о лексико-грамматическом статусе предикативных несогласуемых глагольных словоформ на -но, -то // Живое слово в русской речи Прикамья : межвузовский сборник научных трудов. — Пермь: Пермский университет, 1979. — С. 57—66.
- О типологическом статусе словообразования // Семантические аспекты слова и предложения (проблемы деривации) : межвузовский сборник научных трудов. — Пермь: Пермский университет, 1980. — С. 19—29.
- К вопросу об онтологии словообразования и его формах // Проблемы дериватологии : тезисы докладов научно-теоретической конференции. — Пермь: [б. и.], 1981. — Вып. 1. — С. 3—5.
- К вопросу об универбализации и универбах // Словообразование и номинативная деривация в славянских языках : тезисы докладов республиканской конференции. Ч. 1. — Гродно: [б. и.], 1982. — С. 7—8.
- Адливанкин С. Ю., Мурзин Л. Н. О предмете и задачах дериватологии // Деривация и текст : межвузовский сборник научных трудов. — Пермь: Пермский университет, 1984. — С. 3—12.
- К вопросу о производстве наименований аналитической и синтетической структуры // Лингвистика и модели речевого поведения : межвузовский сборник  / Отв. ред. Л. В. Бондарко. — Л.: ЛГУ, 1984. — С. 36—47.
- Словарь говора д. Акчим Красновишерского района Пермской области (Акчимский словарь) / Гл. ред. Ф. Л. Скитова; авт.-сост. С. Ю. Адливанкин, Л. К. Андреева, О. И. Богословская [и др.]. — Пермь, 1984. — 399 с.
- Модели словообразовательного процесса и способы словообразования // Деривация и семантика: слово — предложение — текст : межвузовский сборник научных трудов. — Пермь: Пермский университет, 1986. — С. 6—13.